# Sandefjord TIF
Sandefjord TIF je športsko društvo iz Norveške iz grada Sandefjorda. Puno ime je Sandefjord Turn- og Idrettsforening. Društvo ima nekoliko odjela: za košarku, rukomet (vidi Sandefjord TIF Håndball), orijentacijski šport, atletiku, skijanje, odbojku, gimnastiku te za dječje športove.
Gradski rival je IL Runar.

## Vanjske poveznice
- Službene stranice  Arhivirana inačica izvorne stranice od 10. ožujka 2007. (Wayback Machine)